# Каверины
Каверины (Коверины) — русский дворянский род.
Яков Каверин был воеводой в Рязани в 1537, Ляпун Каверин — дьяком при Грозном (1558—1573).
- Павел Никитич Каверин был обер-полицмейстером в Москве при императоре Павле, а затем сенатором.
  - Пётр Каверин, сын предыдущего, приятель Пушкина и его «magister libidii» — «наставник в разврате»

Род Кавериных внесён в VI и II части родословной книги Воронежской, Калужской и Тамбовской губерний.

## Известные представители
- Коверин Илья Агафонович - московский дворянин (1660-1677).
- Коверин Матвей Ильич - стряпчий (1678), стольник (1686-1692).
- Коверин Иван Ильич - стряпчий (1682), стольник (1686-1692).
- Коверины: Фёдор Большой и Фёдор Меньшой Ильичи - стряпчие (1692).
- Коверин Демид Родионович - стряпчий (1692), стольник (1694)[2].